# Jeff Rona
Jeffrey Carl „Jeff” Rona (ur. 3 marca 1957 w Culver City w Los Angeles w stanie Kalifornia) – amerykański kompozytor filmowy, zdobywca dwóch nagród ASCAP Award (w 1998 i 2008).
Jest twórcą ścieżek dźwiękowych między innymi do filmów Krąg wtajemniczonych (The In Crowd, 2000) oraz Ulice strachu: Krwawa Mary (Urban Legends: Bloody Mary, 2005). W latach 1994–1998 był nadwornym kompozytorem serialu telewizyjnego Szpital Dobrej Nadziei (Chicago Hope).